# Odontocolon indicum
Odontocolon indicum là một loài tò vò trong họ Ichneumonidae.